# Byrsonima spicata
Byrsonima spicata är en tvåhjärtbladig växtart som först beskrevs av Antonio José Cavanilles, och fick sitt nu gällande namn av Dc.. Byrsonima spicata ingår i släktet Byrsonima och familjen Malpighiaceae. IUCN kategoriserar arten globalt som otillräckligt studerad. Inga underarter finns listade i Catalogue of Life.